# Aeroclube
Aeroclube - é uma associação civil cujos principais objetivos são o ensino e a prática da aviação civil, o turismo e desportos, podendo também cumprir missões de emergência ou de notório interesse da população. Os aeroclubes e as demais entidades afins, uma vez autorizadas a funcionar, são considerados como de utilidade pública.

## Aeroclubes no Brasil
No Brasil, um aeroclube só pode funcionar após obter autorização da Agência Nacional de Aviação Civil (ANAC), que então se encarrega de sua fiscalização e coordenação. Cada aeroclube recebe o nome da respectiva cidade em que está localizado, e no caso de capitais, de seu respectivo estado.
Depois de autorizado seu funcionamento, o aeroclube passa a integrar o Sistema de Formação e Adestramento de Pessoal previsto no Código Brasileiro de Aeronáutica (CBAer), ficando responsável pelo ensino e treinamento de pessoal de voo, ensino e adestramento de pessoal da infraestrutura aeronáutica e também como base para prática de esportes e atividades recreativas relacionadas à área.